# 秋葉隆
秋葉 隆（あきば たかし、1888年（明治21年）10月5日 - 1954年（昭和29年）10月16日）は、日本の文化人類学者。文学博士。

## 略歴
出生から学生時代
1888年、千葉県で生まれた。1914年に東京高等師範学校英語部を卒業し、東京外国語学校ドイツ語専修科へ進み、同校を1917年に卒業。東京帝国大学社会学科へ進んで1921年に卒業した。
京城帝国大学へ
1924年に京城帝国大学が開設されると同時に予科講師に任命され、同時に研究のため欧米に留学が命じられた。留学期間中、ロンドン大学、パリ大学に留学し、デュルケーム、ラドクリフ＝ブラウン、マリノフスキーなどから文化人類学を学んだ。
1926年、帰国と同時に京城帝国大学法文学部助教授に採用された。朝鮮に渡る船上で今村鞆『朝鮮風俗集』を読み、その本が後に秋葉が朝鮮の巫俗研究を進めるモデルとなった。従来の朝鮮民俗学は総督府や警察の調査に基づいた研究が中心であったが、秋葉はそれに最先端の文化人類学手法を取り入れ、フィールドワークを用いた調査を行った。フィールドワークには、宋錫夏や孫晋泰などが同行して行なわれた。1943年、学位論文『朝鮮巫俗の現地研究を東京帝国大学に提出して文学博士の学位を取得した。
戦後
戦後は、九州帝国大学法文学部講師に就任。1949年、愛知大学教授に文学部長として迎えられ、渥美半島の民俗史を研究した。

## 著作
著書
- 『遊牧民の購買婚姻に就いて』
- 『滿洲民族誌』滿日文化協會(東方國民文庫) 1938
- 『朝鮮巫俗の現地研究』養徳社 1950
  - 再版 名著出版 1980
- 『朝鮮民俗誌』六三書院 1954
  - 再版 名著出版 1980

共編著
- 『朝鮮巫俗の研究』(上・下巻) 赤松智城・秋葉隆共編 大阪屋号書店 1937-1938[2]
  - 學文閣 1970
  - 大空社 1997
- 『朝鮮巫俗参考図録』赤松智城・秋葉隆共著 大阪屋号書店 1938
- 『教育と哲学』岩波書店 1940

執筆「原始社會の流動性：エスキモウの場合」
- 『満蒙の民族と宗教』赤松智城共著 大阪屋号書店 1941
  - 大空社 1996

翻訳
- シモン・エヌ・パツテン（英語版）『社會原力の理論』社会学研究会 1922